# Дзвоники шорстковолосисті
Дзвоники шорстковолосисті або дзвоники оленячі (Campanula cervicaria) — вид трав'янистих рослин родини дзвоникові (Campanulaceae), поширений у Європі й Сибіру. Етимологія: лат. cervix — «шия», лат. arius — прикметниковий суфікс.

## Опис
Багаторічна рослина 30–100 см заввишки. Рослина запушена жорсткими віддаленими волосками. Нижні листки біля основи поступово звужені, довгасто-ланцетні. Стовпчики трохи виступають з віночка. Віночок 13–20 мм довжиною, воронковидо-дзвонові, на краях війчастий, блакитний або фіолетовий. Стебло гострогранне. Стрижневий корінь короткий, товстий, прямий. Округло конічна, досить вузька, сильно жилава, волохата капсула відкривається з основи.

## Поширення
Європа: Данія, Фінляндія, Норвегія, Швеція, Австрія, Бельгія, Чехія, Німеччина, Угорщина, Польща, Словаччина, Швейцарія, Білорусь, Естонія, Латвія, Литва, Молдова, Росія, Україна, Албанія, Боснія і Герцеговина, Болгарія, Хорватія, Греція, Італія (пн. і цн.), Македонія, Румунія, Сербія (вкл. Косово), Словенія, Франція, Іспанія; Азія: Росія — Сибір. Населяє узлісся, пагорбові луки, сухі луки та береги.
В Україні зростає в лісах, чагарниках — у лісових районах і Лісостепу, рідше в півд. ч. Степу. Входить у переліки видів, які перебувають під загрозою зникнення на територіях Донецької, Житомирської, Київської, Рівненської, Хмельницької областей.

## Галерея

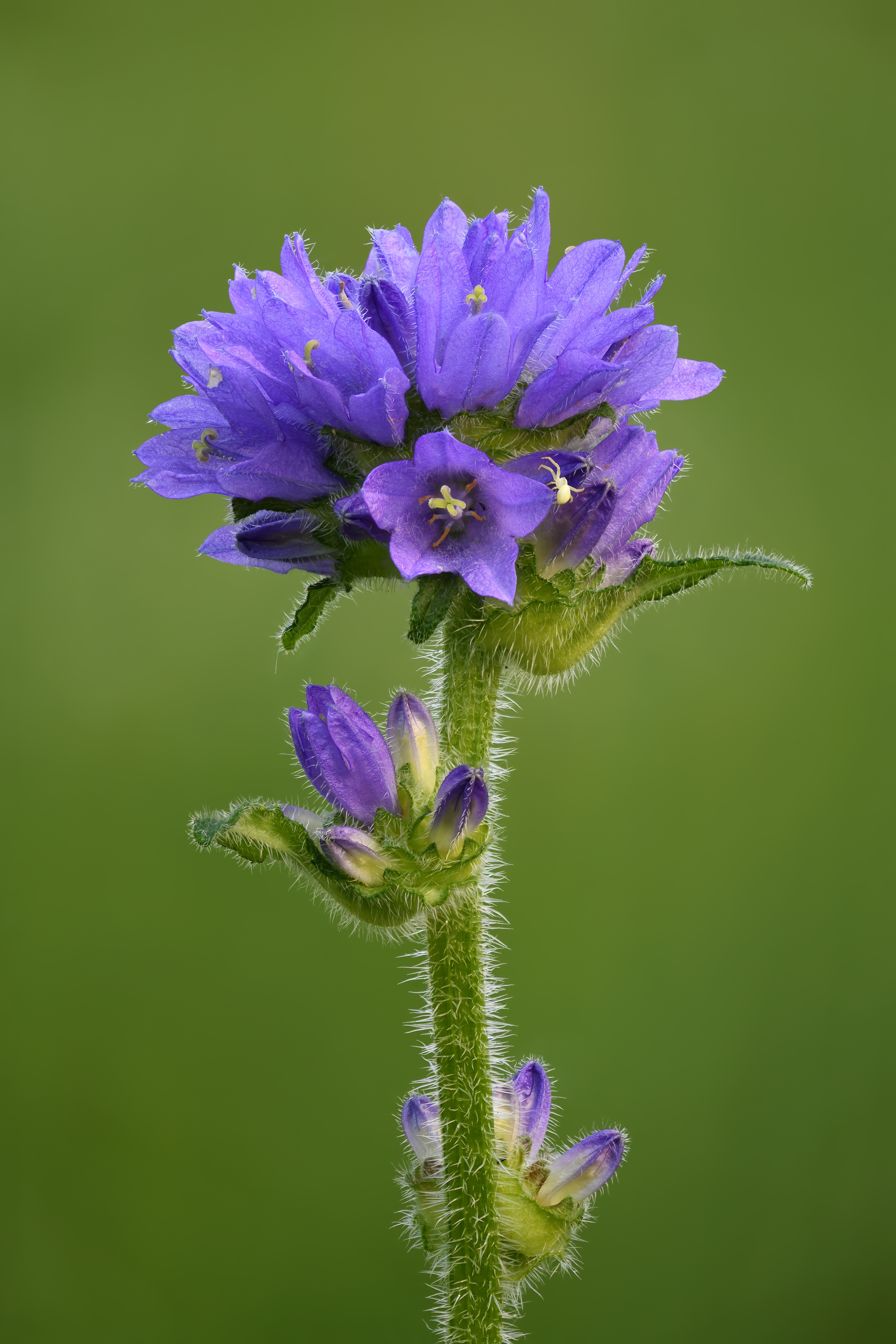
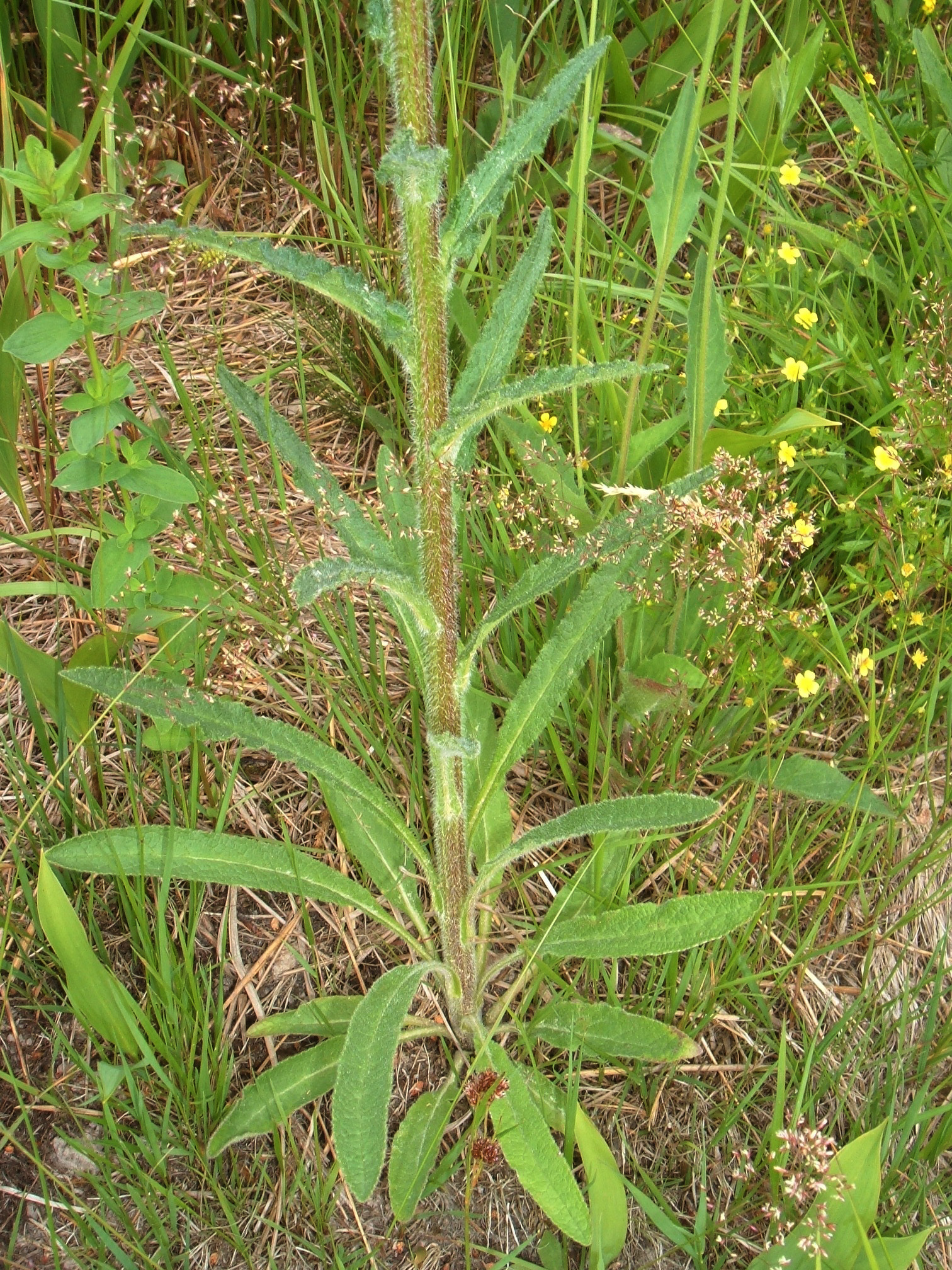
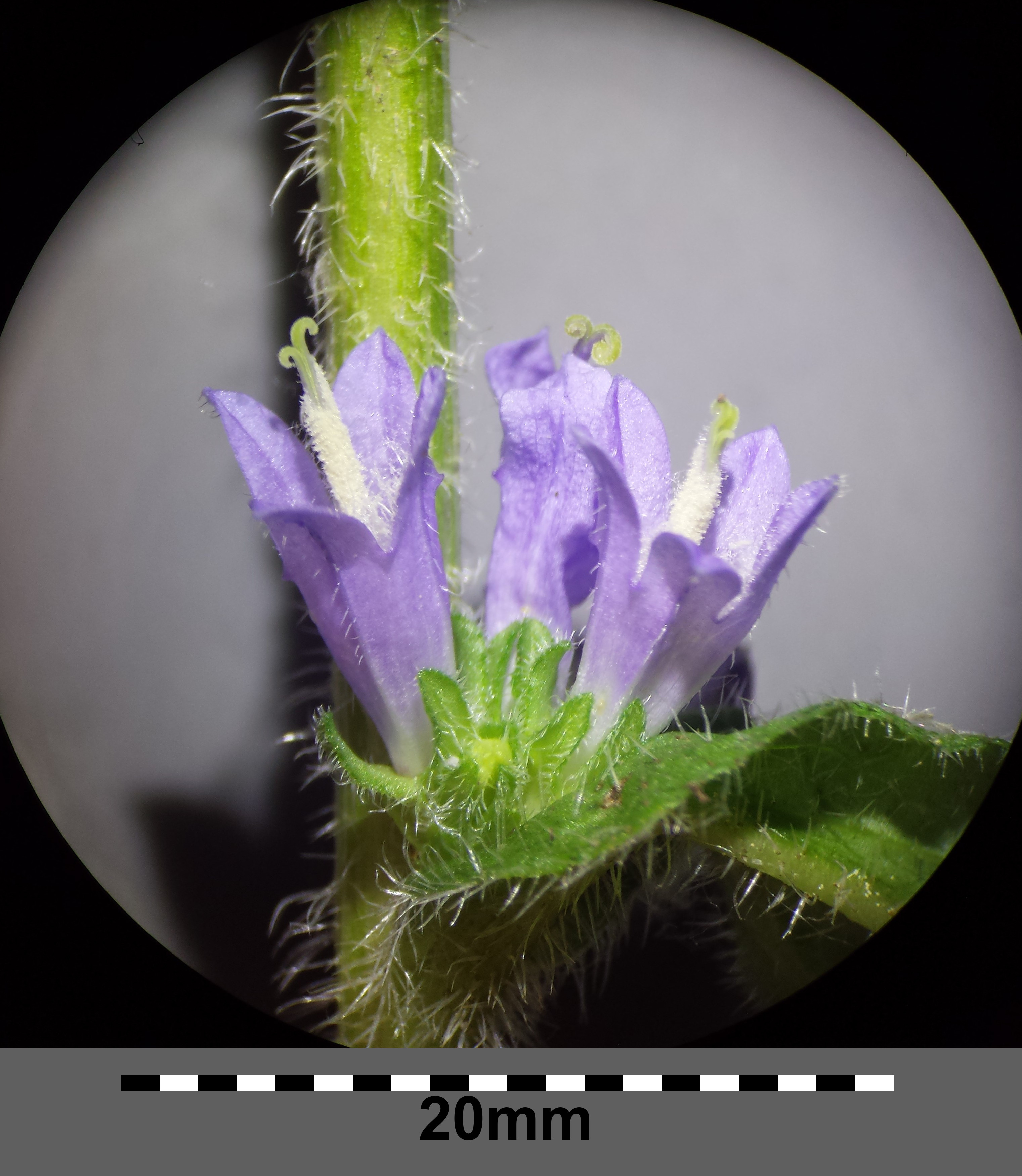
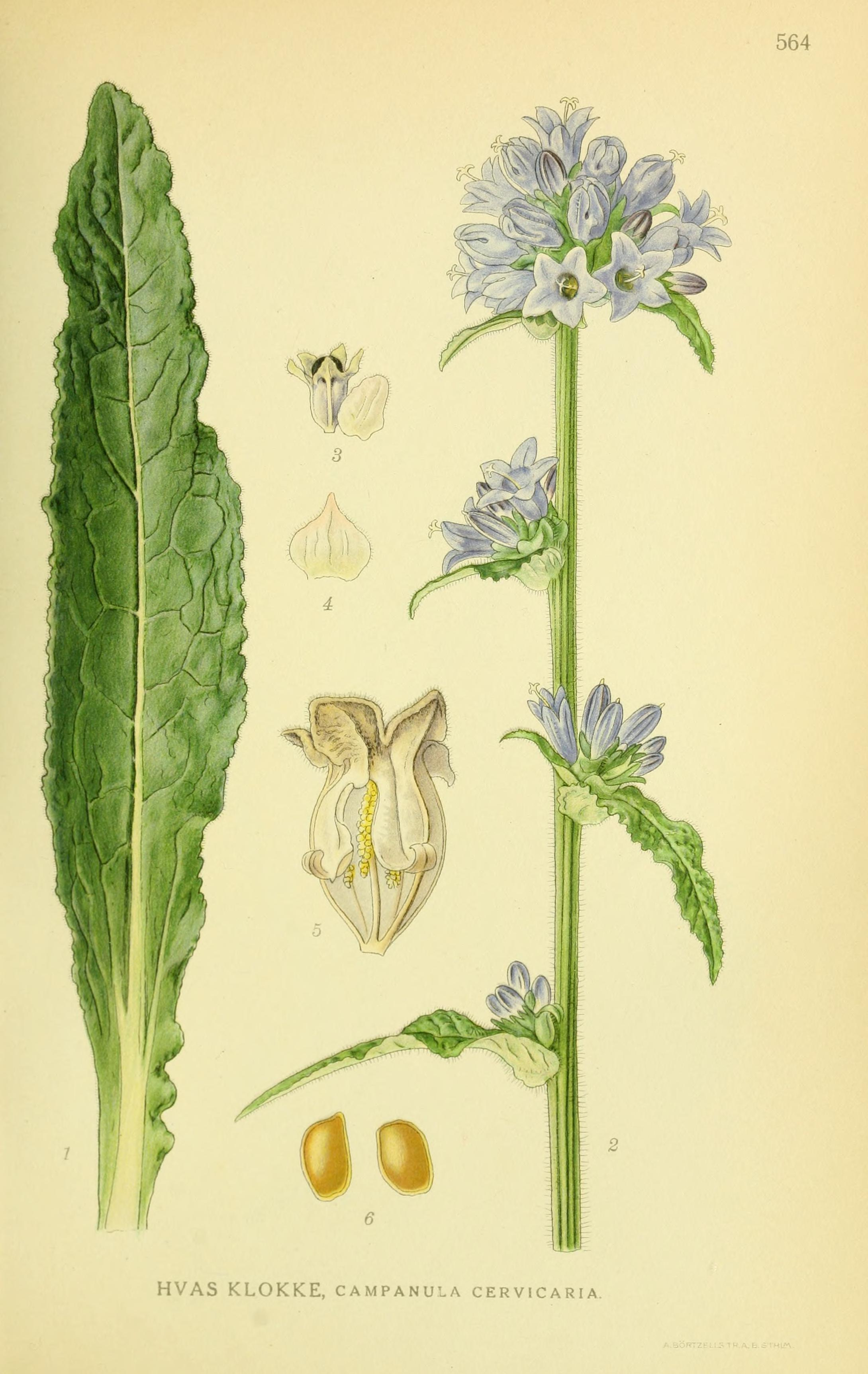
ілюстрація